# Volta a Cataluña 1925
La Volta a Cataluña 1925 fue la séptima edición de la Volta a Cataluña. Se disputó en 4 etapas del 21 al 24 de mayo de 1925. El vencedor final fue el español Miguel Mucio.
46 ciclistas tomaron la salida en esta edición de la Volta a Cataluña de las cuales 31 acabaron la prueba. 

## Etapas
| Etapa  | Fecha      | Ciudades de etapa    | km     | Vencedor de la etapa | Líder de la general |
| ------ | ---------- | -------------------- | ------ | -------------------- | ------------------- |
| 1º     | 21 de mayo | Barcelona - Figueras | 196 km | Miguel Mucio         | Miguel Mucio        |
| 2º (a) | 22 de mayo | Figueras - Vich      | 120 km | Jaime Janer          | Miguel Mucio        |
| 2º (b) | 22 de mayo | Vich - Igualada      | 90 km  | Teodoro Monteys      | Miguel Mucio        |
| 3º     | 23 de mayo | Igualada - Reus      | 196 km | Jaime Janer          | Miguel Mucio        |
| 4º     | 24 de mayo | Reus - Barcelona     | 109 km | Jaime Janer          | Miguel Mucio        |

### 1ª etapa[1]
21-05-1925: Barcelona - Figueras. 196,0 km
|   | Ciclista     | Tiempo     |
| - | ------------ | ---------- |
| 1 | Miguel Mucio | 7h 33' 06" |
| 2 | Jaime Janer  | + 04' 09"  |
| 3 | José Busqué  | + 10' 09"  |

|   | Ciclista     | Tiempo     |
| - | ------------ | ---------- |
| 1 | Miguel Mucio | 7h 33' 06" |
| 2 | Jaime Janer  | + 04' 09"  |
| 3 | José Busqué  | + 10' 09"  |

### 2ª etapa (a)
22-05-1925: Figueras - Vich. 120,0 km
|   | Ciclista        | Tiempo     |
| - | --------------- | ---------- |
| 1 | Jaime Janer     | 5h 16' 00" |
| 2 | José María Sans | m. t.      |
| 3 | Teodoro Monteys | m. t.      |

|   | Ciclista        | Tiempo      |
| - | --------------- | ----------- |
| 1 | Miguel Mucio    | 12h 49' 06" |
| 2 | Jaime Janer     | + 04' 09"   |
| 3 | Teodoro Monteys | + 10' 09"   |

### 2ª etapa B
22-05-1925: Vich - Igualada. 90,0 km
|   | Corredor        | Tiempo     |
| - | --------------- | ---------- |
| 1 | Teodoro Monteys | 3h 46' 04" |
| 2 | Miguel Mucio    | m. t.      |
| 3 | Jaime Janer     | + 01' 01"  |

|   | Ciclista        | Tiempo      |
| - | --------------- | ----------- |
| 1 | Miguel Mucio    | 16h 35' 10" |
| 2 | Jaime Janer     | + 05' 10"   |
| 3 | Teodoro Monteys | + 10' 09"   |

### 3ª etapa[2]
23-05-1925: Igualada - Reus. 196,0 km
|   | Ciclista        | Tiempo     |
| - | --------------- | ---------- |
| 1 | Jaime Janer     | 8h 12' 00" |
| 2 | Antonio Torres  | m. t.      |
| 3 | José Luis Miner | m. t.      |

|   | Ciclista        | Tiempo      |
| - | --------------- | ----------- |
| 1 | Miguel Mucio    | 28h 36' 12" |
| 2 | Jaime Janer     | + 05' 10"   |
| 3 | Teodoro Monteys | + 10' 09"   |

### 4ª etapa[3]
24-05-1925: Reus - Barcelona. 116,0 km
|   | Ciclista    | Tiempo     |
| - | ----------- | ---------- |
| 1 | Jaime Janer | 3h 49' 02" |
| 2 | Juan Juan   | m. t.      |
| 3 | Juan Fargas | m. t.      |

|   | Ciclista        | Tiempo      |
| - | --------------- | ----------- |
| 1 | Miguel Mucio    | 28h 36' 12" |
| 2 | Jaime Janer     | + 05' 10"   |
| 3 | Teodoro Monteys | + 10' 09"   |

## Clasificación General
|    | Ciclista          | Tiempo      |
| -- | ----------------- | ----------- |
|    | Miguel Mucio      | 28h 36' 12" |
| 2  | Jaime Janer       | + 5' 10"    |
| 3  | Teodoro Monteys   | + 10' 09"   |
| 4  | José Busqué       | + 13' 15"   |
| 5  | Juan Juan         | + 17' 54"   |
| 6  | Salvador Codorniu | + 24' 01"   |
| 7  | José María Sans   | + 24' 45"   |
| 8  | Antonio Torres    | + 25' 44"   |
| 9  | Gabriel Cruz      | + 34' 52"   |
| 10 | Guillermo Antón   | + 39' 27"   |